# Saul Alinsky
Saul David Alinsky, född 30 januari 1909 i Chicago, död 12 juni 1972 i Carmel-by-the-Sea, var en amerikansk socialarbetare, aktivist, samhällsvetare och författare. Han anses vara grundaren av den moderna amerikanska sociala aktivismen (community organizing) i vilken medborgare sluter sig samman för att kämpa för gemensamma intressen. Han skrev böckerna Reveille for Radicals (1946) och Rules for Radicals (1971).
Alinsky är känd för sitt arbete för att förbättra förhållandena för resurssvaga i samhället, främst i Chicago.
Han studerade arkeologi samt kriminologi och arbetade som kriminolog under åtta år, innan han 1938 började att arbeta med samhällsorganisation i arbetarområden i Chicago.